# Olympus Mons
Az Olympus Mons (Olympus-hegy) az egyik legnagyobb ismert hegy a Naprendszerben, a Marson található. A Tharsis-régiótól és „a három nővértől” nyugatra fekszik. Annyira kiterjedt, hogy a felszínről nehéz észrevenni. Az űrszondás vizsgálatok előtt Nix Olympica néven volt ismert. A 4 Vesta felszínén található Rheasilvia hasonló magasságú (20–25 km), így ezt a két hegyet tekintik a legnagyobbnak a Naprendszerben. A Rheasilvia akár magasabb is lehet, hiszen pontos magassága nem ismert.
A Mars lenyűgöző látványosságai közé tartoznak a hatalmas pajzsvulkánok, amik egyúttal a Naprendszerben a legnagyobb hegységek. Mivel a Marson majdnem háromszor kisebb a gravitáció, mint a Földön, ezért az Olympus Monson kívül több olyan hegy is van, amely a Föld magaslatait meghaladja.
A Földről az Olympus Mons észlelése igen nehéz, még komoly műszerekkel is.

## Leírása

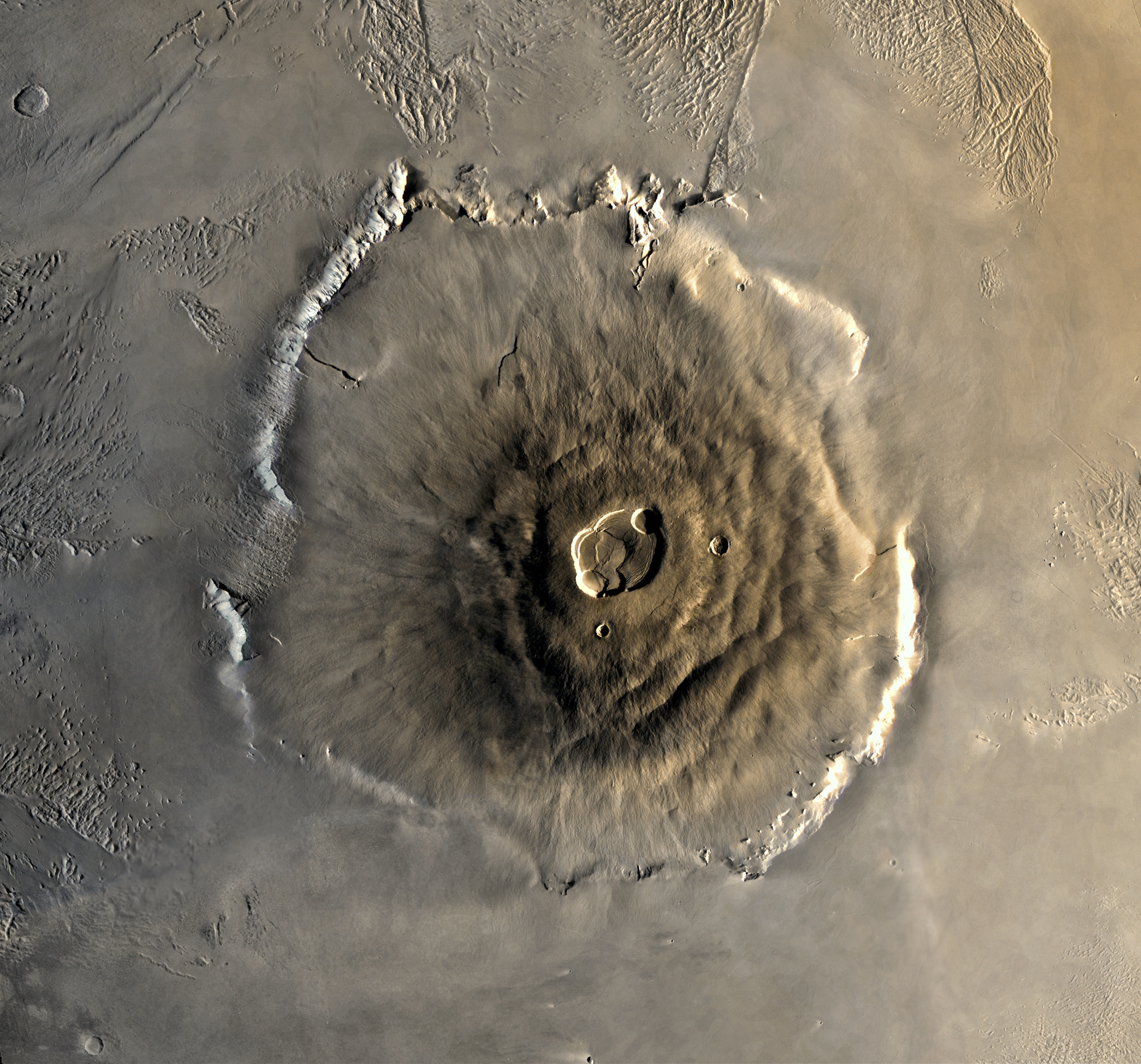
A kaldera és az egymást fedő kráterek az Olympus Mons-on

Az Olympus Mons magassága 21 283 m, az alapjánál 550–600 km átmérőjű. (A Földön a legnagyobb hegy a Hawaiin található Mauna Kea, ami a tengerfenéktől mérve 9 km-re magasodik, az alapjánál 120 km átmérőjű). A Olympus Mons és társainak hatalmas mérete több százezer kitörés következménye. Mivel a Marson nincsen lemeztektonika, ezért a vulkánok kitörési pontjai akár évmilliárdokig ugyanannak a forró pontnak a pozíciója fölött maradnak, így az egymást követő kitörések egyre magasabbra és szélesebbre építik a vulkánt (a méretnövekedéshez a gyengébb gravitáció is hozzájárul).
A központi kaldera 90 km átmérőjű, hat egymást fedő kráterrel. Innen mindössze 4°-os lejtők indulnak a külső sziklaperem felé, ami a környező fennsík fölé meredek fallal 6 km-re magasodik. Az egymást átfedő kör alakú árkok akkor alakultak ki, amikor a kitörések abbamaradtak és a magma a vulkánon belül visszavonult, üregessé téve a csúcsot. A legnagyobb árok alakult ki elsőként, ezt követték a kisebbek az idők során. A koncentrikus vetődések szintén a felszín beesésével alakultak ki.

A Föld legnagyobb hegyei és az Olympus Mons összehasonlítása

Az Olympus Mons mérete világos bizonyítéka a lemeztektonika hiányának a Marson. A Földön a kéreglemezek mozgása miatt az olyan vulkánok, amik például a Hawaii-szigeteket övezik, a föld alatti forró magmaáramlatok útját mutatják. Mivel a kéreglemezek mozognak, a forró pont folyamatosan máshová kerül a földfelszínhez viszonyítva, és egy újabb vulkánt hoz létre, ahelyett, hogy egyetlen, fix helyen álló nagy vulkánt építene. Ezek a vulkánok a Hawaii-Emperor szigetlánc mentén mintegy 3800 km hosszan nyúlnak el.
2004-ben a Mars Express lávafolyásokat fényképezett le a hegy oldalán, melyek mindössze 2 millió éveseknek tűnnek. Lehetséges, hogy a vulkáni tevékenység nagyon kis mértékben még napjainkban is folyik. Az Olympus Mons viszonylag fiatal, nagyjából 30 millió éves. A vulkánt az Olympus Mons Aureole (Tűzkör) régió veszi körül, amely a csúcstól 1000 km-ig terjed.

### Magyar oldalak
- Szemügyre vették a Naprendszer legnagyobb vulkánját (2004. február 17.)

### Külföldi oldalak
- Astronomy Picture of the Day (2004. május 26.)
- Western Flank of Olympus Mons and Aureole
- Vulkanizmus a Marson